# Michelsdorfer Mühlberg
Michelsdorfer Mühlberg este o arie protejată (arie specială de conservare — SAC, sit de importanță comunitară — SCI) din Germania întinsă pe o suprafață de 10,94 ha, integral pe uscat.

## Localizare
Centrul sitului Michelsdorfer Mühlberg este situat la coordonatele 52°18′40″N 12°42′31″E / 52.3111°N 12.7086°E.

## Înființare
Situl Michelsdorfer Mühlberg a fost declarat sit de importanță comunitară în martie 2004.

## Biodiversitate
Situată în ecoregiunea continentală, aria protejată conține 1 habitat natural: Pajiști calcaroase din nisipuri xerice.
La baza desemnării sitului se află un număr nedeclarat de specii protejate.
Pe lângă speciile protejate, pe teritoriul sitului au mai fost identificate 7 specii de plante.